# David Ferrier
Sir David Ferrier, född 13 januari 1843 i Woodside vid Aberdeen, död 19 mars 1928 i London, var en skotsk neurolog och professor.
Ferrier utmärkte sig redan som student, så att han fick fria studier vid Aberdeens universitet. Efter en studietid i Heidelberg blev han master of arts 1863 och tog doktorgraden 1870 på avhandlingen The comparative anatomy of the corpora quadragemina, som belönades med guldmedalj. Ferrier utnämndes 1872 till professor i rättsmedicin vid King's College London, anställdes senare vid dess hospital och vid National Hospital for the Paralysed and the Epileptic. Dessutom var han docent i fysiologi vid Middlesex Hospital. År 1877 blev han juris hedersdoktor vid Aberdeens och Edinburghs universitet och blev ledamot av Royal society of physicians. Året efter prisbelönades han av Institut de France, 1883 fick han Marshallpriset, 1887 Balymedaljen och 1891 Edinburghs Cameron Prize.
Ferrier är främst känd för sina undersökningar om hjärnlokalisationen, delvis samlade i Experimental Researches in cerebral Physiology and Pathology (1873) och i Functions of the Brain (1876, andra upplagan 1886). Han höll The Gulstonian lecture (On localisation of cerebral diseases, 1878), The Croonian lecture (On cerebral localisation, 1890), The Harvey Oration (Heart and nervous system, 1902) och The Lumleian lectures (On tabes dorsalis, 1906). Dessa avhandlingar utkom på flera språk.
Han publicerade vidare Regional Diagnosis of cerebral diseases i Allbutt’s system of medicine (1899), och tillsammans med Turner Localisation of function in brain (Phil. Transact. 1875). Slutligen kan nämnas Effects of lesions of cerebellum (ibid., 1895-98). Ferrier grundade även tidskriften "Brain". Till följd av sina djurförsök motarbetades han kraftigt av antivivisektionisterna.